# Diversidad sexual en Japón

Bandera de Japón con los colores LGTB

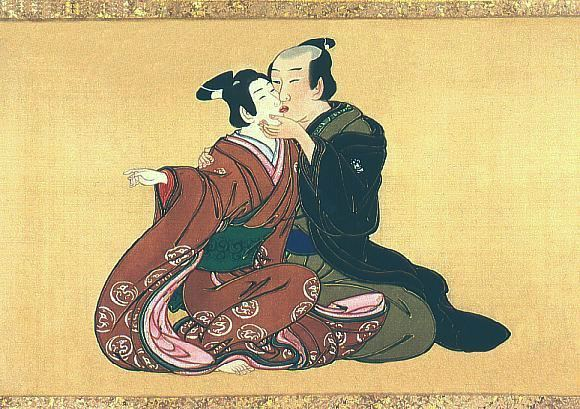
Panel de mediados del. Pintado a mano sobre seda, muestra a un samurái con su joven amante masculino

La diversidad sexual en Japón se refiere a las personas LGBT de ese país y a sus derechos. Actualmente existen leyes que protegen de la discriminación a las personas LGBT en varios ámbitos, pero el matrimonio entre personas del mismo sexo sigue sin estar permitido.
La homosexualidad ha sido documentada desde tiempos remotos. Nunca ha sido considerada un pecado por parte de la sociedad o la religión, y solo fue restringida por prohibición legal durante un breve período de tiempo (1873-1880) para poder relacionarse un poco más con el occidente, de tradición moral cristiana. Antes al contrario, en algunos momentos de la historia japonesa, el amor y las prácticas sexuales entre hombres, por ejemplo entre los Samurái, se ha entendido como una forma pura de amor.
Desde finales del siglo XIX, la exposición de Japón al pensamiento occidental (incluida la sexología), y el deseo de los japoneses de mostrarse abiertos y proclives a tales civilizaciones, han influido notablemente en la consideración de la homosexualidad, tanto por parte del Estado como por la población en general. Paulatinamente se ha constatado un incremento al apoyo social al matrimonio igualitario y, además de en los ambientes artísticos, han surgido representantes políticos abiertamente homosexuales.
Se estima que el 9.2% de la población masculina, así como el 5.1% de la población femenina, ha tenido alguna clase de encuentro homosexual. Según estas estadísticas Japón sería el país con mayor porcentaje de homosexuales de Asia.

## Comparaciones con Occidente
Contrariamente a lo que sucede en Occidente, en Japón el sexo no se entiende en términos morales, sino en términos de placer, posición social y responsabilidad social. Aunque las actitudes modernas hacia la homosexualidad han ido cambiando, esta visión sigue siendo la predominante. Como en el Occidente premoderno sólo los actos sexuales son homosexuales o heterosexuales y no las personas que los realizan.

## Terminología
Durante la era Edo, shudō (衆道), wakashudō (若衆道) y nanshoku (男色) eran los términos más usados para referirse a la homosexualidad. Estos términos no registraban ninguna identidad específica, sino que su criterio de uso se refería al comportamiento del individuo.
Actualmente, dōseiaisha (同性愛者, literalmente "persona amante del mismo sexo") y los anglicismos gei (ゲイ, adaptación de «gay»), rezu o rezubian (レズ, レズビアン, adaptación de «lesbian», lesbiana) y homo o homosekushuaru (ホモ, ホモセクシュアル, adaptación de «homosexual») son los más utilizados. Dōseiaisha se emplea para hombres y mujeres, pero gei, homosekushuaru y homo se usan casi exclusivamente para referirse a los hombres.
El término homo puede ser usado positivamente y peyorativamente. En los días que corren, los términos gei y rezu o rezubian son los más comunes dentro la comunidad gay, mientras que hay términos peyorativos como okama, que también se usan.
El calificativo gei no se emplea casi nunca cuando se habla de fuentes antiguas o históricas, ya que las connotaciones políticas y occidentales de la palabra sugieren una identidad moderna.

### Amor homosexual en la clase media

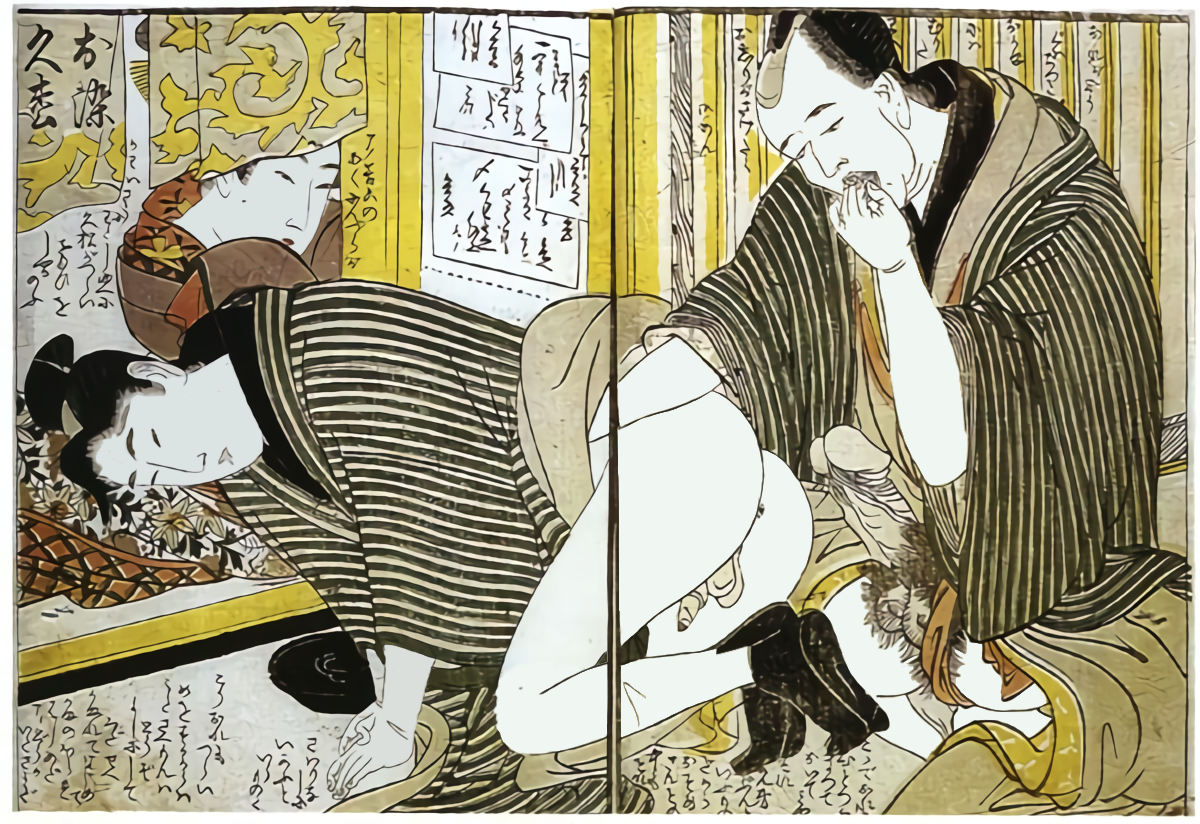
«Cliente Lubricando a un Prostituto», obra de Kitagawa Utamaro

## Historia de la homosexualidad en Japón